# Comuna de Sochaczew
Sochaczew (polaco: Gmina Sochaczew) é uma gminy (comuna) na Polónia, na voivodia de Mazóvia e no condado de Sochaczewski. A sede do condado é a cidade de Sochaczew.
De acordo com os censos de 2004, a comuna tem 8579 habitantes, com uma densidade 93,9 hab/km².

## Área
Estende-se por uma área de 91,41 km², incluindo:
- área agrícola: 81%
- área florestal: 3%

## Demografia
Dados de 30 de Junho de 2004:
|                      | Total   | Total | Mulheres | Mulheres | Homens  | Homens |
| -------------------- | ------- | ----- | -------- | -------- | ------- | ------ |
|                      | pessoas | %     | pessoas  | %        | pessoas | %      |
| População            | 8579    | 100   | 4266     | 49,7     | 4313    | 50,3   |
| Densidade (pop./km²) | 93,9    | 100   | 46,7     | 46,7     | 47,2    | 47,2   |

De acordo com dados de 2002, o rendimento médio per capita ascendia a 1399,71 zł.

## Comunas vizinhas
- Brochów, Kampinos, Młodzieszyn, Nowa Sucha, Rybno, Sochaczew, Teresin